# Germania (Paulskirche)

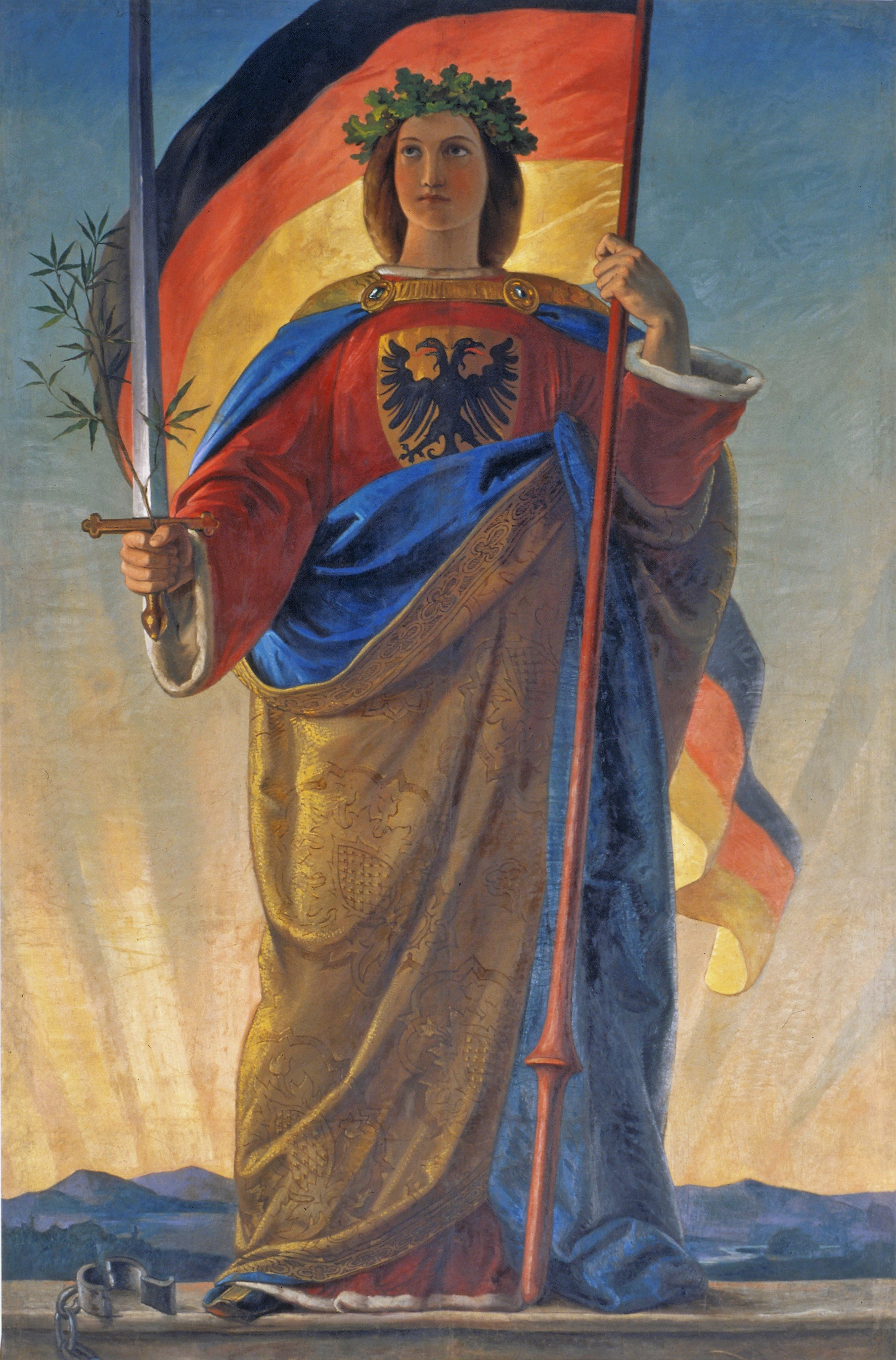
Das Gemälde der Germania, unter dem die Abgeordneten in der Frankfurter Paulskirche tagten, heute im Germanischen Nationalmuseum in Nürnberg.

Germania nennt man ein Gemälde, das vermutlich im März 1848 geschaffen wurde. Es hing in der Frankfurter Paulskirche. Damals tagte dort zunächst das sogenannte Vorparlament und dann die Frankfurter Nationalversammlung, das erste gesamtdeutsche Parlament. Die Nationalversammlung war ein beliebtes Motiv der damaligen Zeit, so dass auch das Germania-Gemälde sehr bekannt wurde. Nach der gewaltsamen Beendigung der Nationalversammlung im Mai 1849 wurde das Bild abgehängt. Im Jahr 1867 kam es ins Germanische Nationalmuseum in Nürnberg.
Das Bild gehört zu den bekanntesten Darstellungen der Germania, einer Frau, die für Deutschland steht. Eine solche Nationalallegorie gibt es auch in anderen Ländern. Das Motiv wurde in der damaligen Zeit des entstehenden Deutschen Reichs oftmals aufgegriffen.

## Bildinhalt
Der frühe Zeitpunkt der Fertigstellung, Ende März 1848, könnte die verwendete Bildsprache erklären. Damals gab es noch wenige Vorstellungen über die Zukunft Deutschlands und seine Staatsform. Dementsprechend politisch zurückhaltend ist das Gemälde und verweist weder auf die Volksbewegung noch auf eine Krone (eines deutschen Kaisers). Es ist deutlich weniger kämpferisch als vergleichbare Bilder der Revolutionszeit, eher konservativ-mäßigend und an die Einheit der Nation appellierend.

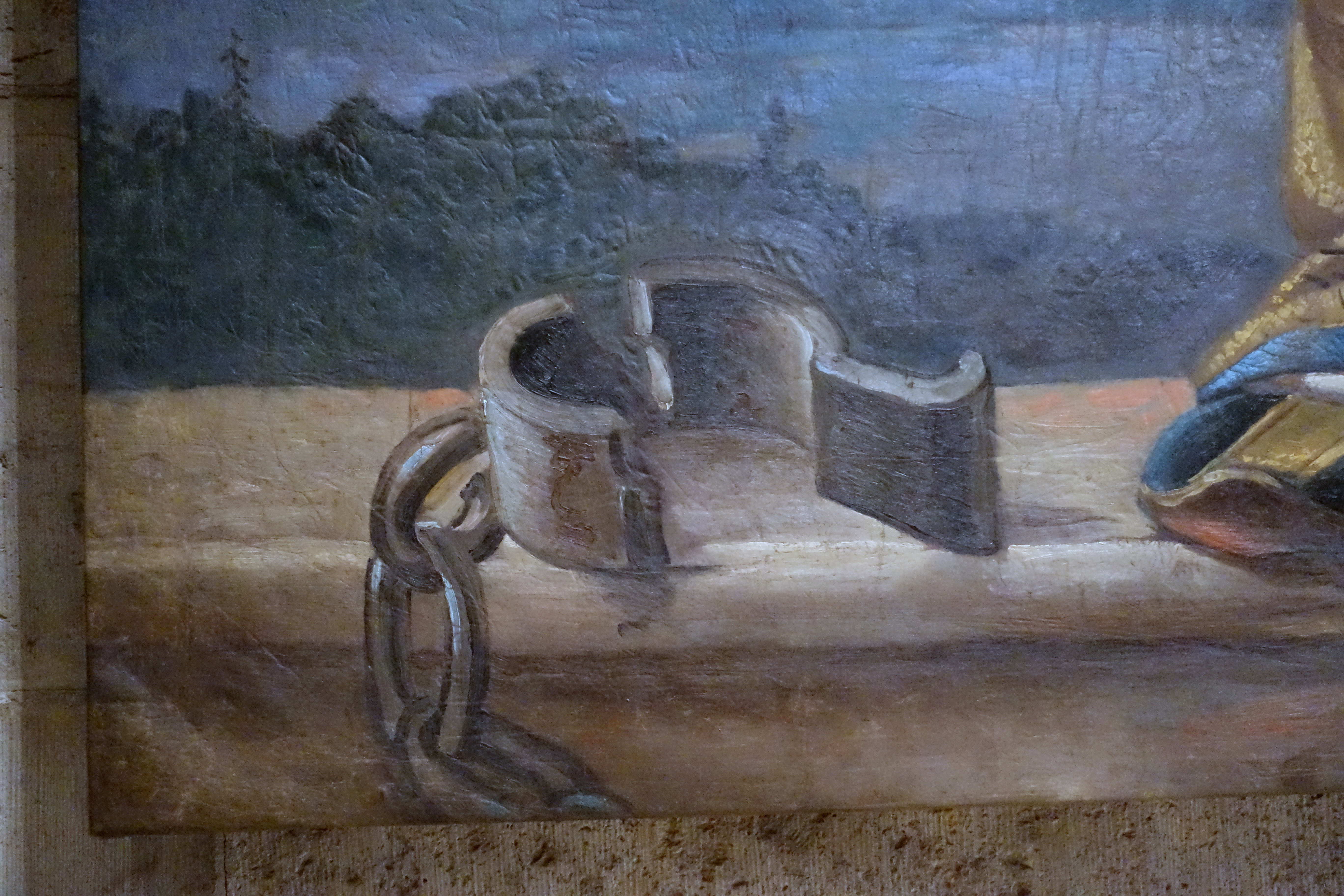
Detail: die gesprengte Fessel zu Füßen der Germania

„[Germania] steht auf einem steinernen Sockel hoch über einer verschatteten Hügellandschaft, golden umstrahlt von einer aufgehenden Sonne einer neuen Zeit. Sie trägt ein rotes hermelin-verbrämtes Herrschergewand mit dem Doppeladler im Brustschild, darüber einen weiten, blau gefütterten Goldbrokatmantel. Mit der Linken stützt sie sich auf eine mittelalterliche Turnierlanze, von der die schwarz-rot-goldene Fahne weht. Die schimmernde deutsche Trikolore bildet die Folie für das jugendlich blonde und mit Eichenlaub bekränzte Haupt der Germania. […] In der Rechten hält Germania ein erhobenes blankes Schwert und einen Ölzweig. Zu ihren Füßen liegt eine gesprengte Fessel.“

„Mit zerbrochenen Fesseln, die schwarz-rot-goldene Fahne in der Linken haltend, verkörpert sie den Aufbruch der Nation zu Freiheit und Selbstbewusstsein, und in dem Motiv des blanken, aber mit einem Ölzweig umwundenen Schwertes, das die Germania in der rechten Hand hält, verbindet sich Friedensliebe mit einer Wehrhaftigkeit, die noch nicht den herausfordernden, ja kriegerischen Zug späterer Germania-Bilder zeigt.“

## Urheber

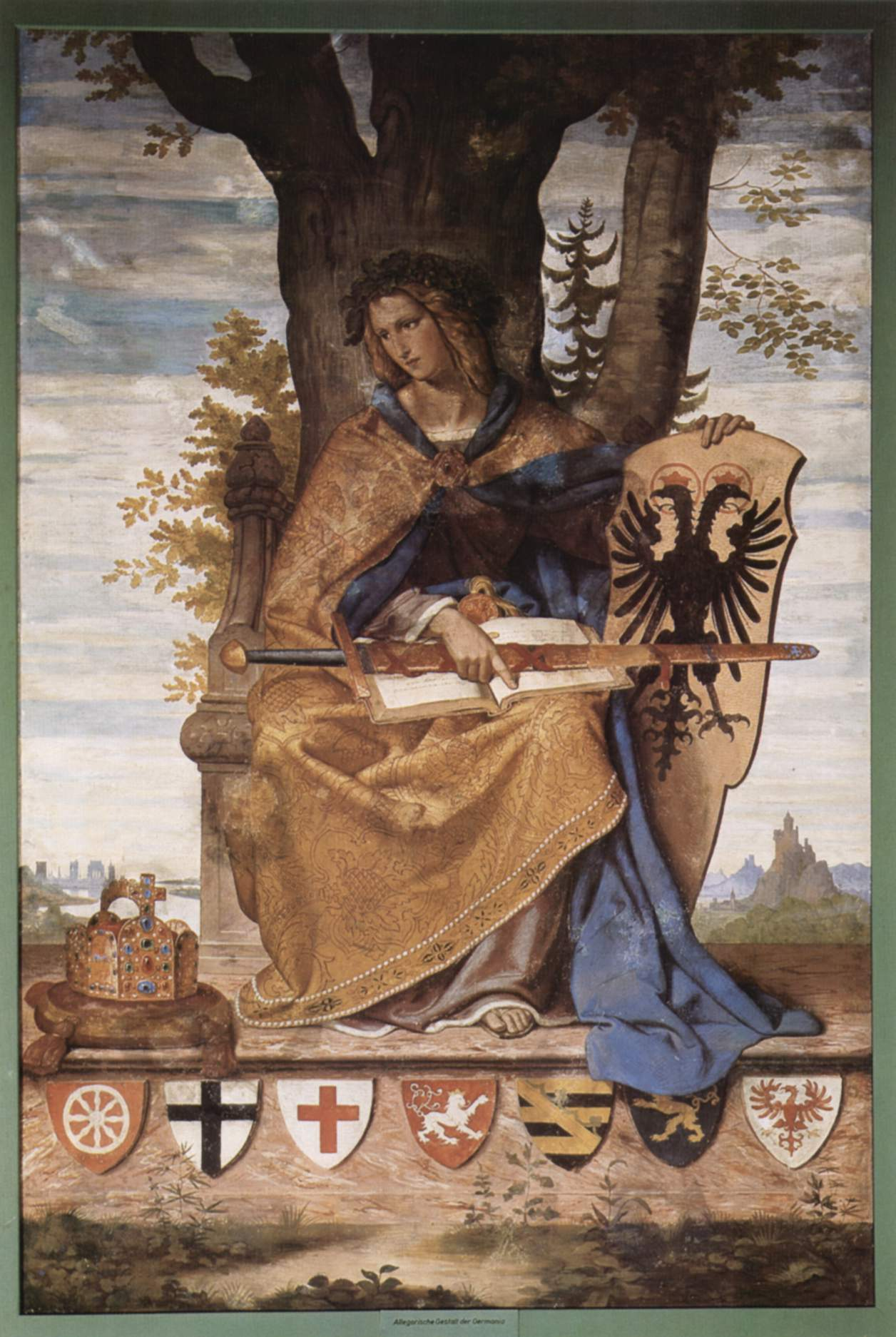
Die Germania von Philipp Veit aus dem Jahr 1836

Normalerweise schreibt man das Bild Philipp Veit zu. Er hatte bereits im Jahr 1836 eine Germania-Darstellung fertiggestellt. Diese frühere Germania steht aber nicht, sondern sitzt und wirkt melancholisch. Sie ist als rückblickender Verweis auf das Mittelalter zu sehen, weniger als kämpferisches Symbol für die Gegenwart. Dem Typus und der allegorischen Sprache nach, so Rainer Schoch, basiert das Paulskirchenbild „offensichtlich“ auf Veits Gemälde von 1836.
Um das Jahr 1900 hielten verschiedene Personen in ihren Lebenserinnerungen fest, dass das Bild aus der Paulskirche nach einer Zeichnung von Veit angefertigt worden sei. Laut dem Sohn von Eduard von Steinle, einem Malerfreund Veits aus dem Kreis der Nazarener, habe sein Vater das Bild in wenigen Tagen für die Paulskirche geschaffen. Das sei kurz nach der Wahl des Reichsverwesers (29. Juni 1848) geschehen.
Friedrich Siegmund Jucho war der „Nachlassverwalter“ der Nationalversammlung und Retter der Verfassungsurkunde. Ihm zufolge sei das Bild „von hiesigen Künstern gemalt“ worden. Schon das Vorparlament habe es für die Paulskirche gestiftet. In der Tat ist das Bild bereits auf einer Lithografie über das Vorparlament (um den 1. April) zu sehen. Die Nationalversammlung trat hingegen erstmals am 18. Mai zusammen.
Eduard von Steinle und seine Freunde im Künstlerkreis Deutsches Haus haben 1848 mehrere Germania-Bilder gemalt. Vielleicht basiert die Paulskirchen-Germania auf einem als verschollen geltenden Entwurf Steinles. Rainer Schoch hält eine Gemeinschaftsproduktion für möglich, an der Veit, Steinle und weitere Künstler des Deutschen Hauses beteiligt waren. Dazu kann auch Karl Ballenberger gehört haben, von dem ebenfalls eine Germania bekannt ist.

## Kontext der Präsentation

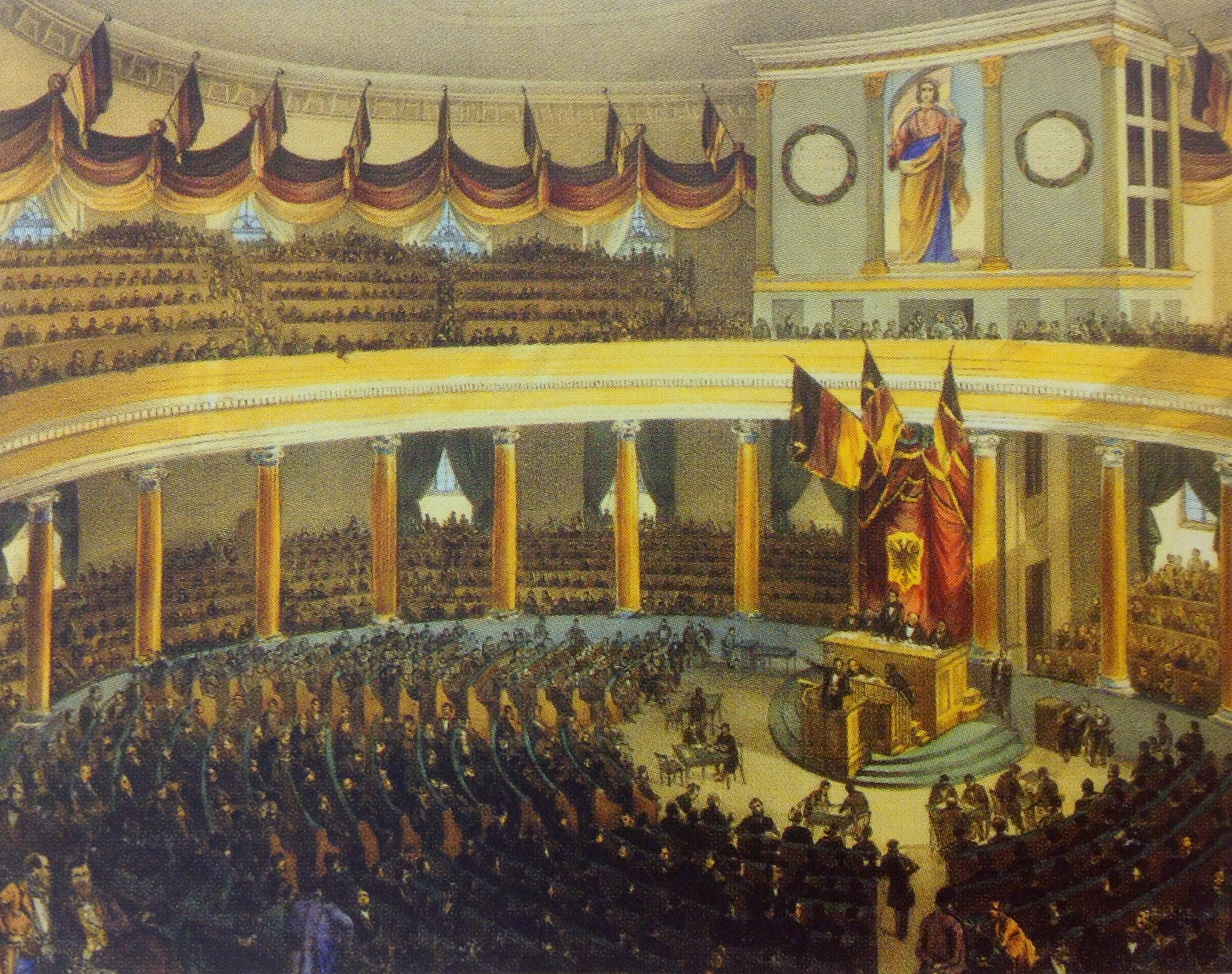
Zeitgenössische Abbildung des Innenraums der Paulskirche mit der Germania oberhalb des Parlamentspräsidiums

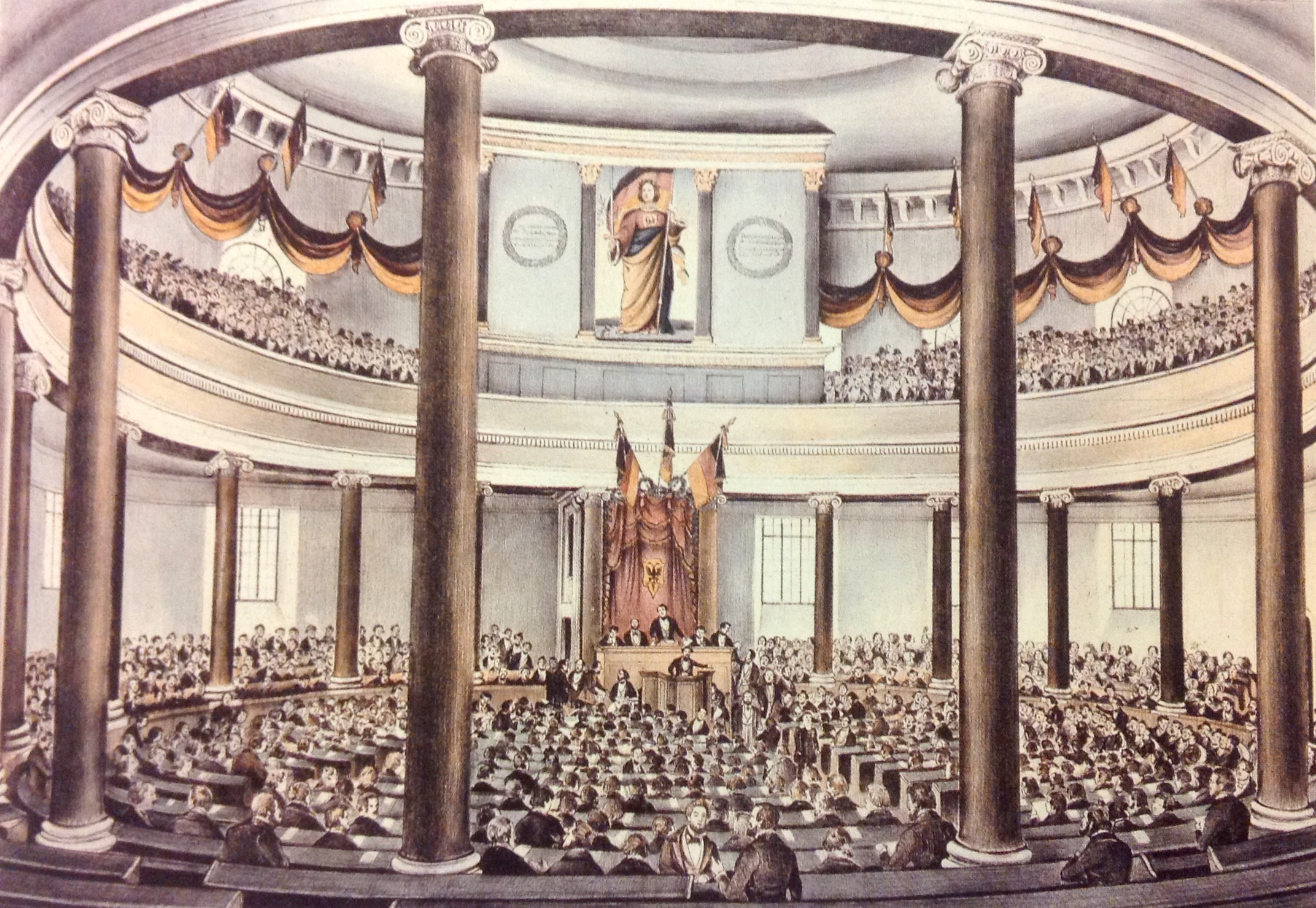
Das Innere der Paulskirche, als dort die Nationalversammlung tagte

Die Paulskirche wurde in der Revolutionszeit zu einem Parlamentssaal umfunktioniert. Das Rednerpult des Präsidiums ersetzte die Kanzel. Eine Wand hinter dem Rednerpult war mit einem Doppeladler bemalt, dazu kamen schwarz-rot-goldene Flaggen.
Das Bild der Germania hing über dem Rednerpult und verdeckte dadurch die Orgel der Kirche. Es war fünf Meter hoch und auf ein dünnes Baumwollgewebe gemalt worden. Perspektivisch ausgerichtet war es auf einen Betrachter, der auf der Besucherempore Platz genommen hat. An den Seiten des Bildes sah man zwei gemalte Eichenkränze, in die geschrieben war:
Walle hin du Opferbrand
Hin über Land und Meer!
Und schling ein einzig Liebesband
Um alle Völker her!
sowie:
Des Vaterlands Größe, des Vaterlands Glück
O schafft sie, o bringt sie dem Volke zurück!
Die Verse waren sinnentstellt einem Gedicht von Georg Herwegh entnommen: „Der letzte Krieg“ von 1841. Herwegh bezog sich auf den Aufstand der Polen, der einen heiligen Krieg der europäischen Völker anstacheln sollte.
Die Abgeordneten in der Paulskirche sahen nun bei jeder Sitzung das Gemälde der Germania. Am 28. Juni 1848 setzten sie eine deutsche Reichsregierung ein, die Provisorische Zentralgewalt. Am 28. März 1849 verabschiedeten sie eine Reichsverfassung, die sogenannte Paulskirchenverfassung.

## Verbleib

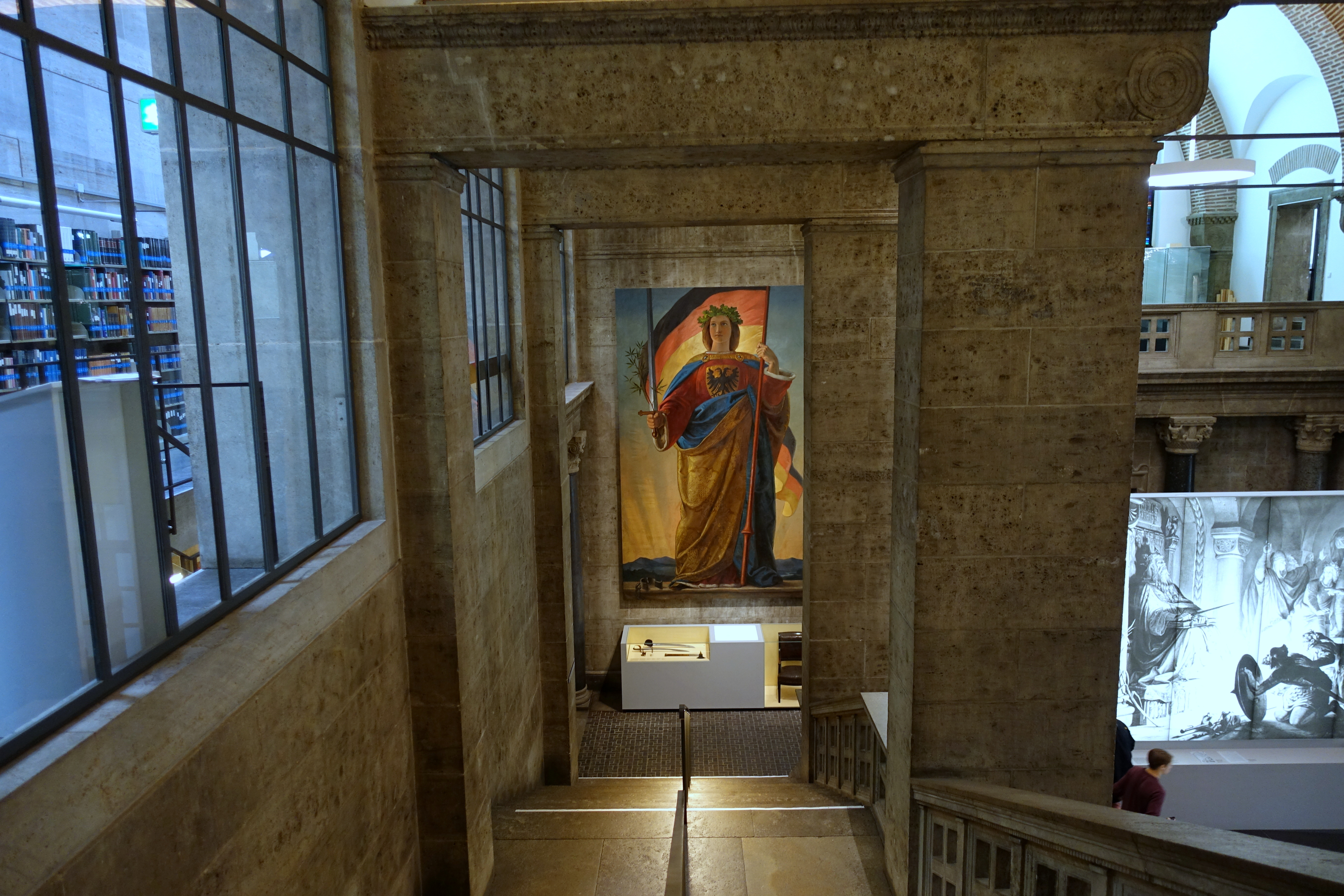
Heutige Aufstellung im Germanischen Nationalmuseum Nürnberg, ehemaliger Eingangsbereich

Nach Niederschlagung der Revolution wurde die Paulskirche wieder für Gottesdienste genutzt. Für das Inventar des Parlaments, wie die Reichsbibliothek, schien zunächst keine Institution zuständig zu sein. Im Jahr 1866 wurde der Deutsche Bund aufgelöst. Die Bundesliquidationskommission übergab das Gemälde der Germania sowie weitere Gegenstände 1867 dem Germanischen Nationalmuseum in Nürnberg. Im Museum spannte man das Gemälde noch einmal im September 1870 auf, anlässlich der Siege der deutschen Truppen im Deutsch-Französischen Krieg.

## Kopien

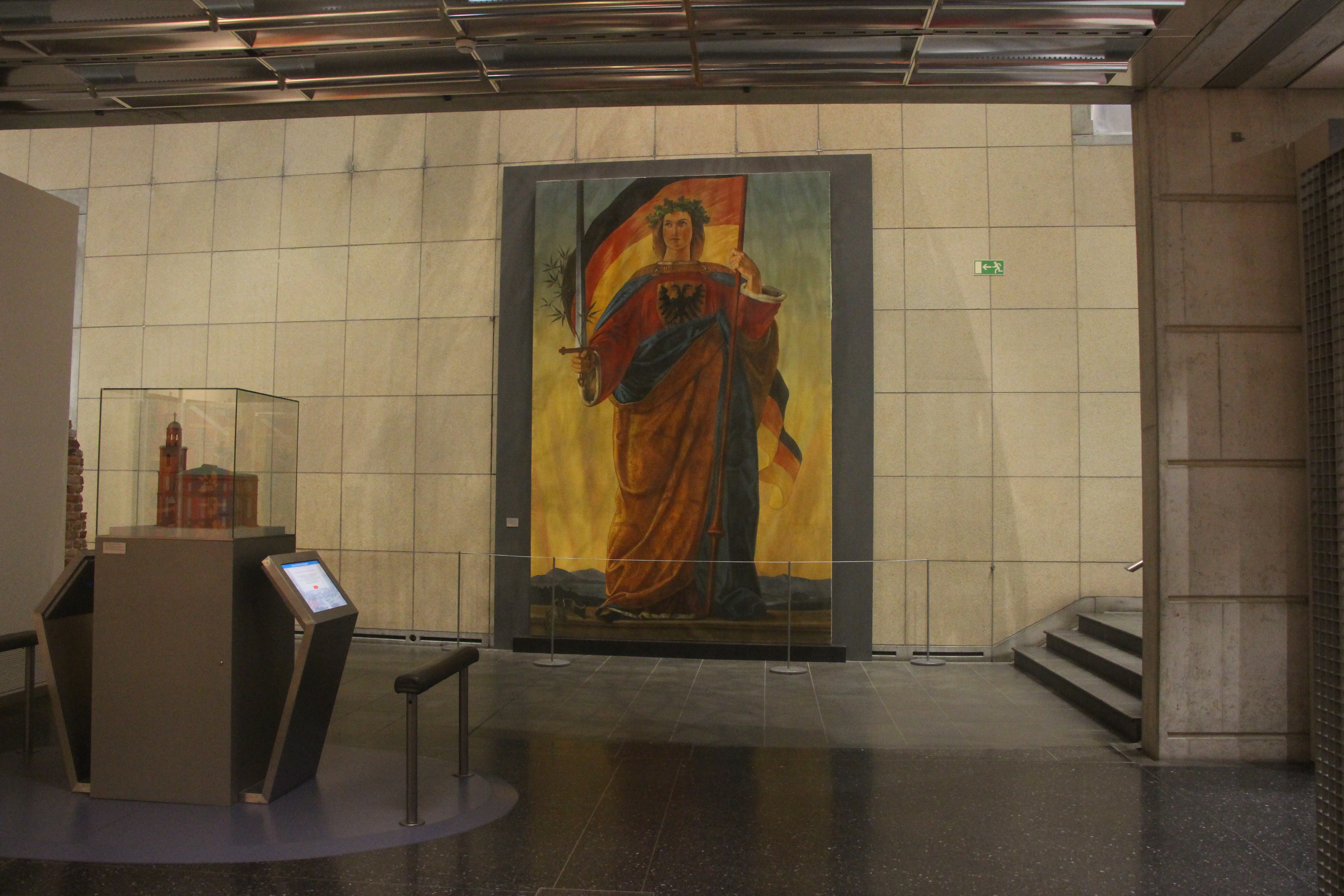
Kopie im Haus der Geschichte, Bonn

Kopien der Germania aus der Paulskirche befinden sich heute in mehreren Museen. Dazu gehören das Haus der Geschichte in Bonn und die Erinnerungsstätte für die Freiheitsbewegungen in der deutschen Geschichte in Rastatt.

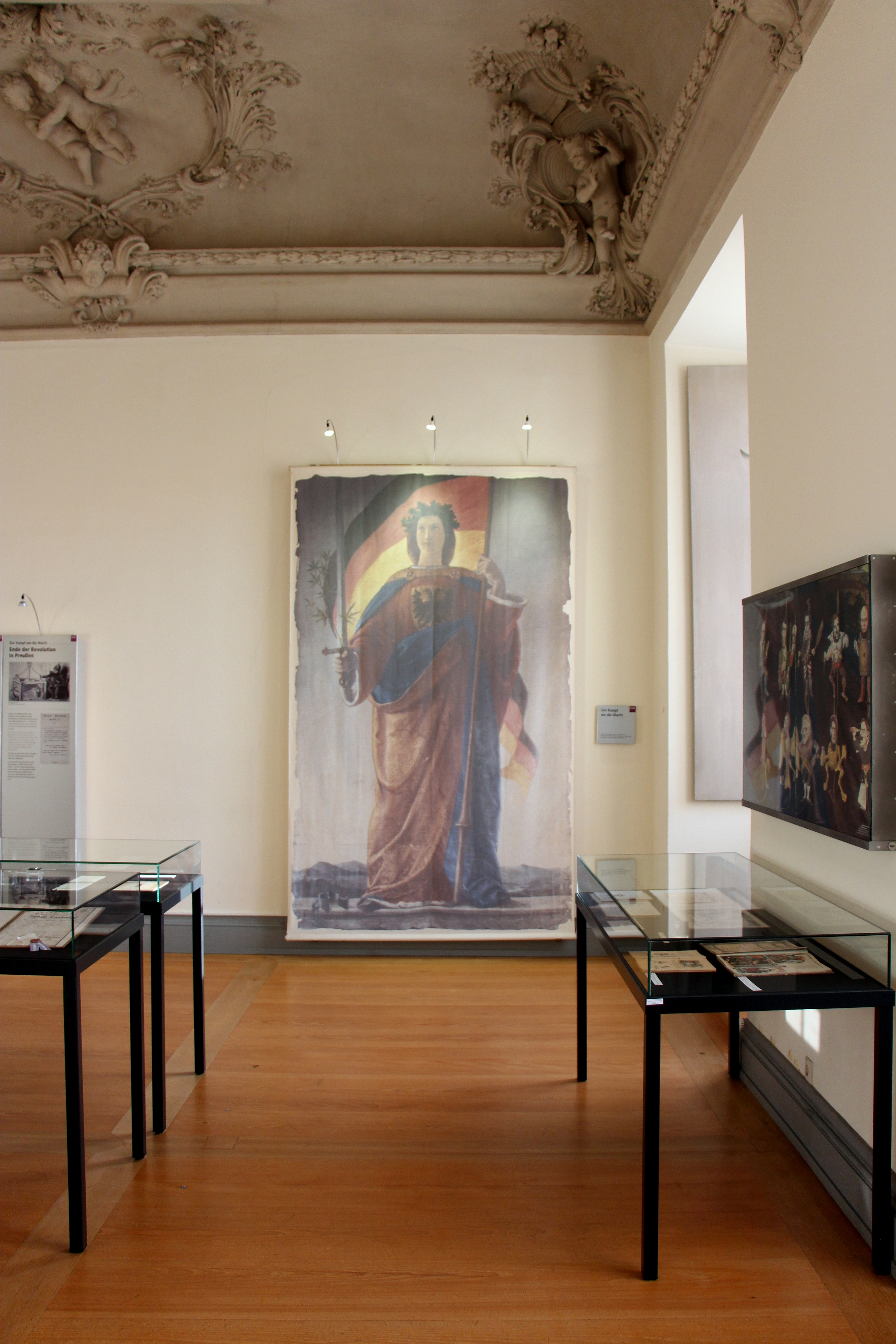
Kopie in der Erinnerungsstätte Rastatt
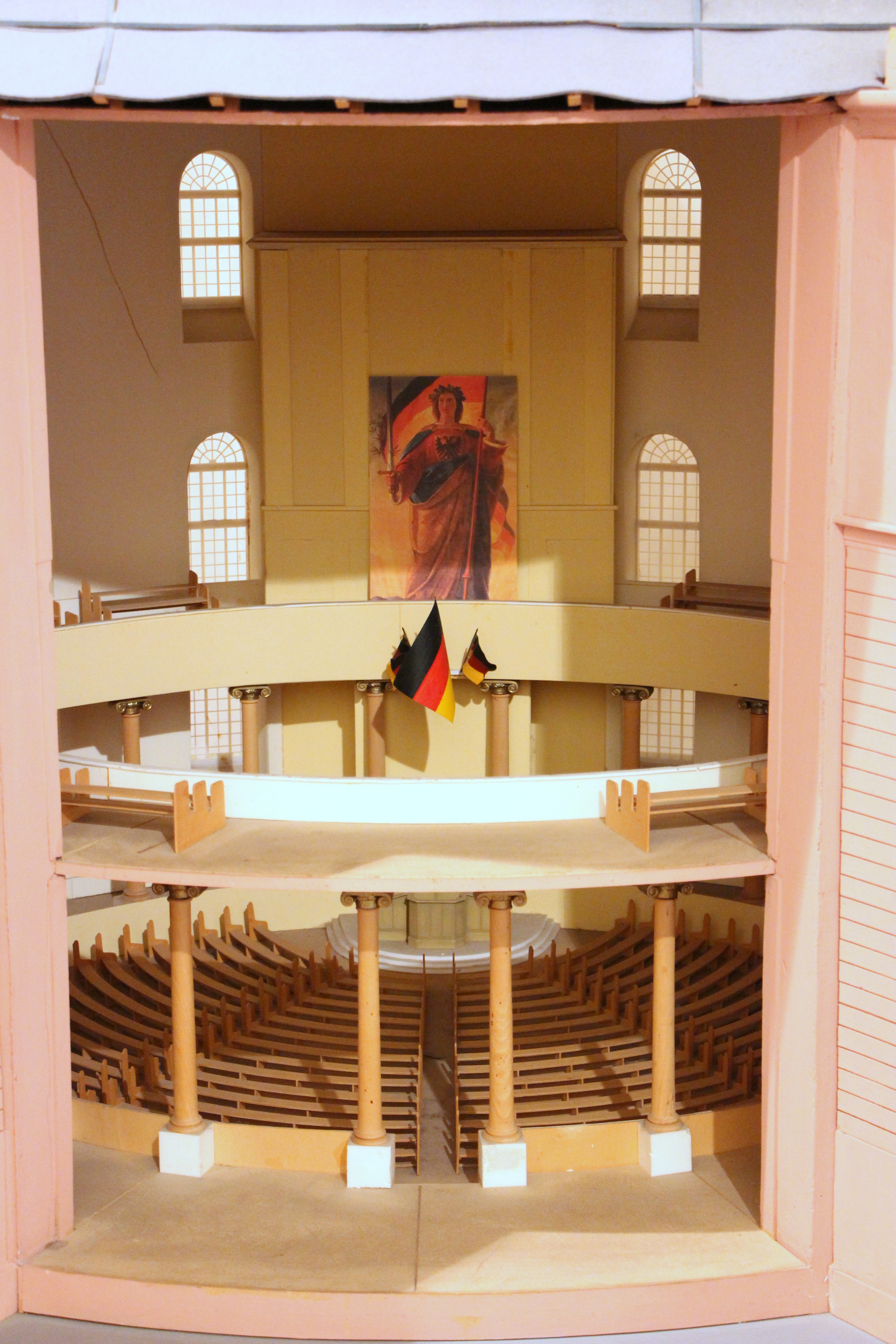
Ein Modell der Paulskirche in der Erinnerungsstätte